# 최동훈 (영화 감독)
최동훈(1971년 2월 24일 - )은 대한민국의 영화 감독, 영화 각본가이다.

## 학력
- 전주영생고등학교
- 서강대학교 국어국문학과

## 작품 활동
2000년, 임상수 감독의 영화 《눈물》의 조감독으로 충무로 생활을 시작한 그는 2004년에 자신이 직접 쓴 《범죄의 재구성》이 흥행 및 작품성 인정에 성공하면서, 주목받는 감독으로 떠올랐고, 2006년 허영만 원작의 《타짜》가 흥행에 성공하면서, 대한민국의 유명 감독 중 하나가 되었다. 《소년, 천국에 가다》, 《중천》 등의 작품에 각본가로 참여했다. 2009년 고전소설을 재창조한《전우치 (영화)》는 600만 관객을 동원하며 흥행에 성공하였고, 한국형 케이퍼 무비의 진수를 보여준 2012년에 개봉한 영화《도둑들》은 개봉 당시 사전 예매량 신기록이라는 기록과 함께 한국 영화 사상 5번째로 천만 관객이라는 엄청난 성적을 거뒀다. 이후 2015년 영화《암살》이 누적 관객 수 1200만 명을 기록하며 《도둑들》에 이은 쌍 천만 감독이라는 별명을 얻게 되었다.  

## 작품 목록

### 영화
- 《눈물》 (2000년) - 조감독
- 《바람난 가족》 (2003년) - 청경 2역
- 《범죄의 재구성》 (2004년) - 각본・감독
- 《그때 그사람들》 (2005년) - 군의관 역
- 《소년, 천국에 가다》 (2005년) - 각본
- 《타짜》 (2006년) - 각본・감독
- 《중천》 (2006년) - 각본 참여
- 《전우치》 (2009년) - 각본・감독
- 《도둑들》 (2012년) - 각본・감독
- 《암살》 (2015년) - 각본・감독
- 《도청》 (2017년) - 감독
- 《타짜: 원 아이드 잭》 (2019년) - 계장 역 (특별출연)
- 《외계+인 1부》  (2022년) - 각본・감독
- 《외계+인 2부》  (2024년) - 각본・감독

### 뮤직비디오
- 리쌍 - 〈내가 웃는 게 아니야〉(2005년) 감독

## 경력
- 2007년 제6회 미쟝센 단편 영화제 심사위원
- 2009년 제5회 제천국제음악영화제 명예홍보위원
- 2010년 제9회 미쟝센 단편 영화제 대표집행위원

## 수상
- 2004년 제3회 대한민국 영화대상 신인감독상 《범죄의 재구성》
- 2004년 제3회 대한민국 영화대상 각본상 《범죄의 재구성》
- 2004년 제24회 한국영화평론가협회상 신인감독상 《범죄의 재구성》
- 2004년 제25회 청룡영화상 신인감독상 《범죄의 재구성》
- 2004년 제25회 청룡영화상 각본상 《범죄의 재구성》
- 2004년 제41회 대종상 각본상 《범죄의 재구성》
- 2004년 제41회 대종상 신인감독상 《범죄의 재구성》
- 2004년 제5회 부산영화평론가협회상 신인감독상 《범죄의 재구성》
- 2004년 제7회 디렉터스 컷 시상식 올해의 신인감독상 《범죄의 재구성》
- 2007년 제43회 백상예술대상 영화부문 감독상 《타짜》
- 2007년 제43회 백상예술대상 영화부문 대상 《타짜》
- 2007년 제8회 부산영화평론가협회상 각본상 《타짜》
- 2007년 제6회 대한민국 영화대상 각본각색상 《타짜》
- 2012년 제7회 에이어워즈 컨피던스부문
- 2012년 제17회 자랑스러운 서강인 상
- 2012년 제33회 청룡영화상 한국영화최다관객상 《도둑들》
- 2015년 제35회 한국영화평론가협회상 10대 영화상 《암살》
- 2015년 제36회 청룡영화상 최우수작품상《암살》
- 2015년 제2회 한국영화제작가협회상 최우수작품상 《암살》
- 2016년 제21회 춘사영화상 감독상 《암살》
- 2016년 제52회 백상예술대상 영화부문 작품상 《암살》
- 2018년 2018 레지스탕스 영화제 베스트 디렉터상 《암살》

## 같이 보기
- 한국 영화